# Elatostema suzukii
Elatostema suzukii là loài thực vật có hoa trong họ Tầm ma. Loài này được T.Yamaz. mô tả khoa học đầu tiên năm 1972.